# Cryptanthus minarum
Cryptanthus minarum är en gräsväxtart som beskrevs av Lyman Bradford Smith. Cryptanthus minarum ingår i släktet Cryptanthus, och familjen Bromeliaceae. Inga underarter finns listade i Catalogue of Life.